# Улстхорп бай Колстъруърт
Улстхорп бай Колстъруърт (на английски: Woolsthorpe-by-Colsterworth, в превод Улстхорп при Колстъруърт) е село в Централна Англия, графство Линкълншър. Намира се на 11 km южно от град Грантъм, близо до пътя, свързващ Лондон и Йорк.

## Личности
Родени
- Исак Нютон (1643-1727), учен